# Paulatuk
Paulatuk es una aldea canadiense situada en el territorio de Territorios del Noroeste.

## Superficie
Paulatuk tiene una superficie de 63,58 km².

## Demografía
En 2021, tenía 298 habitantes, una densidad poblacional de 4,7 hab./km², y 100 viviendas.